# شیشه خودرو

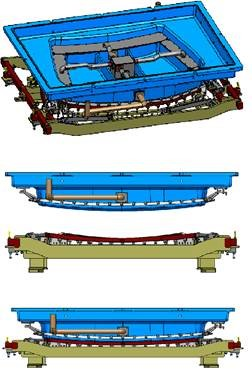
ابزار قالب پرس شیشه ای برای تولید شیشه

شیشه‌های خودرو شامل شیشه جلو، پنجره‌های جانبی و عقب و سقف‌های شیشه ای در یک وسیله نقلیه است.
پنجره‌های جانبی را می‌توان با فشردن یک دکمه (پنجره برقی) یا سوئیچ یا با استفاده از یک میل لنگ با دست به بالا و پایین آورد. شیشه جلو اتومبیل برای ایمنی و حفاظت از آوار در جاده و همچنین آیرودینامیک خودرو ساخته شده‌است. شیشه‌های سقف خودرو هم برای دریافت نور در خودرو تعبیه شده‌اند. اکثریت شیشه‌های خودرو توسط کانال‌های شیشه ای روی بدنه نگه داشته می‌شود.
شیشه عقب نیز، قطعه ای از شیشه است که در مقابل شیشه جلو در یک وسیله نقلیه قرار دارد. شیشه عقب از شیشه سکوریت ساخته می‌شود که به شیشه ایمنی نیز معروف است و در صورت شکسته شدن به قطعات کوچک و گرد خرد می‌شود و به روی زمین نمی‌ریزد. این با شیشه جلو که از شیشه لمینت ساخته شده‌است متفاوت است، این شیشه از دو شیشه تشکیل شده، و بین آنها وینیل وجود دارد.